# Garcia Fernández de Heredia
García Fernández de Heredia (Munébrega, Aragó, ? - La Almunia de Doña Godina, Aragó, 1 de juny de 1411) fou arquebisbe de Saragossa.
Durant el conflicte cismàtic, fou sempre fidel al seu compatriota Benet XIII.
Fou amic personal de l'infant Joan, pel qual va actuar de procurador davant la cúria papal. El 1377 va ser nomenat bisbe de Vic, amb el capítol del qual va tenir conflictes. El rei Pere el Cerimoniós el va destituir el 1383 temerós de les bones relacions amb el seu fill, però Joan el va restituir nomenant-lo arquebisbe de Saragossa quan va morir el seu pare i va pujar al tron el 1387. Quan Joan va morir el 1396 sense descendència va donar suport al seu germà Martí l'Humà per succeir-lo, enfront dels intents de Mateu de Foix i Violant d'Aragó.
El 1410, a la mort de l'últim membre del casal de Barcelona i a l'esclatar la crisi successòria, va oposar-se radicalment a la candidatura al tron del governador general dels regnes Jaume II, comte d'Urgell, prenent partit per Lluís de Calàbria, fill del duc d'Anjou. Durant l'interregne següent de dos anys també va oposar-se que exercís el seu càrrec a l'Aragó i, com a arquebisbe de Saragossa, es va erigir com a capità general del regne. Enmig de les bandositats que assolaven tota la Corona d'Aragó aprofitant el buit de govern, l'1 de juny de 1411 va quedar per entrevistar-se amb l'urgellista Anton de Luna (amb qui es barallava per la tutela de l'infant Frederic de Luna) a l'Almúnia de Doña Godina. Allí va ser assassinat pels escoltes d'Anton de Luna en el transcurs d'una trifulca entre els dos prohoms o pel mateix Anton de Luna segons altres versions, fet que va tenir conseqüències cabdals en el desenvolupament de l'interregne (que finalitzaria el 1412 amb el Compromís de Casp). És enterrat a l'església de San Francisco de Terol.